# 73 Klytia
Klytia (asteroide 73) é um asteroide da cintura principal com um diâmetro de 44,44 quilómetros, a 2,5557444 UA. Possui uma excentricidade de 0,041362 e um período orbital de 1 589,96 dias (4,35 anos).
Klytia tem uma velocidade orbital média de 18,24153371 km/s e uma inclinação de 2,37313º.
Este asteroide foi descoberto em 7 de Abril de 1862 por Horace Tuttle. Seu nome vem da personagem da mitologia grega Clitia.